# Авдієв Всеволод Ігорович
А́вдієв Все́волод І́горович (*1898 — †1978) — радянський сходознавець, єгиптолог, доктор історичних наук (1943), професор (1944).

## Життєпис
Закінчив історико-філологічний факультет Московського державного університету (1922).
До 1924 року науковий співробітник Державного історичного музею, потім (до 1941) завідувач відділом Стародавнього Сходу Музею образотворчого мистецтва імені А. С. Пушкіна. Науковий співробітник Інституту історії АН СРСР (1940-1944), Інституту сходознавства АН СРСР (1944-1960; директор в 1953-1955). Викладав в МДУ з 1942 року, в 1951-1973 роках завідувач кафедрою історії стародавнього світу історичного факультету.
Почесний член Єгиптологічного інституту при Карловому університеті в Празі, член-кореспондент Спілки класичних досліджень при Угорській АН. Лауреат премії імені Насера (1973).
Автор приблизно 200 праць з історії стародавнього світу, переважно з історії, військовій історії, культури Стародавнього Єгипту, підручника з історії Стародавнього Світу (Державна премія СРСР 1951).
Помер у 1978 році після тяжкої хвороби.

## Праці
- (рос.)Древнеегипетская реформация. — М., 1924.
- (рос.)Военная история Древнего Египта. — Т. 1—2. — М., 1948—1959.
- (рос.)История Древнего Востока. — 3-е изд. — М., 1970.

## Нагороди
- Сталінська премія першого ступеня (1952) — за наукову працю «рос. История Древнего Востока» (1948);
- Почесний член Єгиптологічного інституту при Карловому університеті в Празі;
- член-кореспондент Товариства Класичних Досліджень при Угорської академії наук;
- премія Ґамаля Абдель Насера (1973);
- Орден Леніна;
- Орден Трудового Червоного Прапора;
- медалі.